# Colonel Bagshot
Colonel Bagshot was een Britse rockband, die eind jaren 1960 werd opgericht in Liverpool. Oorspronkelijk heetten ze Colonel Bagshot's Incredible Bucket Band, ze begonnen als een zeskoppige band en werden uiteindelijk een vierkoppige. Hun laatste bezetting bestond uit Brian Farrell, Ken Parry, Dave Dover en Terry McCusker. De band bracht in 1971 verschillende singles en het enige studioalbum Oh What a Lovely War uit, waaronder hun bekendste nummer Six Day War, dat later in 2002 werd geremixt door DJ Shadow en getiteld Six Days en door Mahmut Orhan in 2018 met de titel 6 Days.

## Bezetting
- Brian Farrell (zang, gitaar, stylofoon)
- Ken Parry (zang, gitaar, keyboards)
- Dave Dover (zang, bas, keyboards)
- Terry McCusker (zang, drums)

## Discografie

### Albums
- 1971: Oh, What a Lovely War (Cadet Records)

### Singles
- 1969: Oh Happy Day (Disques Vogue)
- 1971: Smile (Parlophone Records)
- 1971: Georgia Fireball (Parlophone Records)
- 1971: Dirty Delilah Blues (Polydor Records)
- 1973: She's My Sun (Polydor Records)